# 南帕莱巴
南帕莱巴是巴西里约热内卢州的一个市镇。总面积580.803平方公里，总人口39988人，人口密度68.8人/平方公里。